# Comala, Colima
Comala är en ort i Mexiko.   Den ligger i kommunen Comala och delstaten Colima, i den södra delen av landet, 500 km väster om huvudstaden Mexico City. Comala ligger 625 meter över havet och antalet invånare är 9 117.
Terrängen runt Comala är kuperad åt nordväst, men åt sydost är den platt. Runt Comala är det ganska tätbefolkat, med 192 invånare per kvadratkilometer. Närmaste större samhälle är Ciudad de Villa de Álvarez, 7,0 km söder om Comala. Omgivningarna runt Comala är en mosaik av jordbruksmark och naturlig växtlighet.